# Zlatko Saračević
Zlatan "Zlatko" Saračević, född 5 juli 1961 i Banja Luka i dåvarande SFR Jugoslavien (i nuvarande Bosnien och Hercegovina), död 21 februari 2021 i Koprivnica i Kroatien, var en kroatisk handbollstränare och tidigare jugoslavisk och kroatisk handbollsspelare. Han var vänsterhänt och spelade i anfall om högernia).

## Olympiska spel
Zlatko Saračević var med och tog brons vid OS 1988 i Seoul för SFR Jugoslaviens räkning, och åtta år senare guld vid OS 1996 i Atlanta för Kroatiens räkning.